# (2118) Flagstaff
(2118) Flagstaff est un astéroïde de la ceinture principale.

## Description
(2118) Flagstaff est un astéroïde de la ceinture principale. Il fut découvert le 5 août 1978 à la station Anderson Mesa par Henry Lee Giclas. Il présente une orbite caractérisée par un demi-grand axe de 2,55 UA, une excentricité de 0,22 et une inclinaison de 6,3° par rapport à l'écliptique.

## Nom
L'astéroïde a été nommé d'après la ville de Flagstaff, où Percival Lowell a fondé l'observatoire Lowell en 1894. Plus récemment, plusieurs autres installations astronomiques ont été installées à Flagstaff.

## Compléments